# Georges Biard
Georges Biard MAfr (* 27. November 1924 in Paris; † 31. Oktober 2003) war Bischof von Mopti.

## Leben
Georges Biard trat der Ordensgemeinschaft der Weißen Väter bei und empfing am 1. Februar 1950 die Priesterweihe.
Papst Paul VI. ernannte ihn am 29. September 1964 zum Bischof von Mopti. Der Erzbischof von Bamako, Luc Auguste Sangaré, weihte ihn am 2. Februar des nächsten Jahres zum Bischof; Mitkonsekratoren waren Jacques Le Cordier, Weihbischof in Paris, und Jean-Baptiste-Étienne Sauvage, Bischof von Annecy.
Er nahm an der vierten Sitzungsperiode des Zweiten Vatikanischen Konzils teil. Von seinem Amt trat er am 12. April 1988 zurück.